# Kolej krzesełkowa na Szrenicę
Kolej krzesełkowa na Szrenicę („Szrenica I” i „Szrenica II”) – całoroczna dwuodcinkowa kolej krzesełkowa z krzesełkami 2-osobowymi, ze Szklarskiej Poręby na Szrenicę, w Karkonoszach. Przebiega przez teren Karkonoskiego Parku Narodowego. Funkcjonuje w ramach SkiArena Szrenica. Stanowi najłatwiejszy sposób dotarcia ze Szklarskiej Poręby na Śląski Grzbiet. Operatorem kolei są Sudety Lift Sp. z o.o.

## Historia
Została oddana do użytku w 1962 jako kolej z krzesełkami 1-osobowymi. Przebudowano ją na początku lat 90. XX wieku na kolej z krzesełkami 2-osobowymi, zmieniono dolną stację oraz skrócono II odcinek, budując nową stację górną. Po przebudowie została oddana do użytku 21 grudnia 1993. Obecnie jej właścicielem jest polsko-austriacka spółka Sudety Lift, którą utworzyły polska spółka Sudety II i austriackie przedsiębiorstwo Arlberger Bergbahnen AG.
Z dolnej stacji ma również swój początek funkcjonująca w okresie zimowym kolej krzesełkowa „Karkonosz Express” na Świąteczny Kamień – z krzesełkami 6-osobowymi, o długości 2393 m, pokonująca różnicę wzniesień 508,1 m, o zdolności przewozowej 1985 osób na godzinę.

## Szrenica I
Stacja dolna znajduje się w Szklarskiej Porębie przy ul. Turystycznej. W latach 1962–1993 stanowił ją charakterystyczny budynek w kształcie łuku, identyczny stanowił stację górną. Nowy budynek powstał wraz z przebudową kolei. Trasa kolei biegnie przez las, po drodze przecinając kilka strumieni. Kilka razy z krzesełka można zobaczyć trasę narciarską Puchatek. Pierwszy odcinek kończy się na stacji pośredniej, zlokalizowanej na granicy parku narodowego, na skrzyżowaniu kilku tras narciarskich oraz zielonego szlaku turystycznego biegnącego z Rozdroża pod Kamieńczykiem na Ryzy.
Dane techniczne:
| Kolej krzesełkowa                     | „Szrenica I” |
| ------------------------------------- | ------------ |
| Długość trasy [m]                     | 1417         |
| Poziom stacji dolnej [m n.p.m.]       | 710,8        |
| Poziom stacji pośredniej [m n.p.m.]   | 884,5        |
| Różnica poziomów [m]                  | 174          |
| Podpory trasowe                       | 16           |
| Typ krzesełek                         | 2-osobowe    |
| Zdolność przewozowa [osób na godzinę] | 1436         |

## Szrenica II
Od stacji pośredniej kolej biegnie przez las, następnie w paśmie piętra kosodrzewiny. Stacja górna pierwotnie zlokalizowana była pod schroniskiem na Szrenicy i stanowił ją charakterystyczny budynek w kształcie łuku, identyczny jak stacja dolna. Obecnie stacja górna jest zlokalizowana przy Szrenickiej Skale, 300 m od Szrenicy, przy czarnym szlaku turystycznym do schroniska oraz zielonym szlaku turystycznym ze schroniska PTTK na Hali Szrenickiej do formacji skalnej Trzy Świnki.
Dane techniczne:
| Kolej krzesełkowa                     | „Szrenica II” |
| ------------------------------------- | ------------- |
| Długość trasy [m]                     | 1341          |
| Poziom stacji pośredniej [m n.p.m.]   | 880,5         |
| Poziom stacji górnej [m n.p.m.]       | 1309,6        |
| Różnica poziomów [m]                  | 429,1         |
| Podpory trasowe                       | 14            |
| Typ krzesełek                         | 2-osobowe     |
| Zdolność przewozowa [osób na godzinę] | 1437          |

## Katastrofa kolei
Kilka dni po oddaniu kolei do użytku po przebudowie, 2 stycznia 1994 ok. godz. 10:15, nastąpiła awaria systemu hamowania w górnym odcinku, w wyniku czego nastąpiło niekontrolowane cofanie się liny wyciągowej – 2-osobowe krzesełka zaczęły się cofać w dół zbocza. Z krzesełek wyskakiwali przestraszeni pasażerowie. Akcja ratunkowa podjęta przez Górskie Ochotnicze Pogotowie Ratunkowe i policję przebiegała w trudnych warunkach atmosferycznych. W szpitalu w Jeleniej Górze udzielono pomocy 15 osobom, z których 6 wymagało dłuższej hospitalizacji. W 1999 Sąd Rejonowy w Jeleniej Górze uznał, że inspektor kolejowego dozoru technicznego nie dopełnił swoich obowiązków i skazał go na karę roku i sześciu miesięcy pozbawienia wolności w zawieszeniu na dwa lata oraz grzywnę w wysokości 1500 zł.